# Reidar Kvammen
Reidar Osvald Kvammen (ur. 23 lipca 1914 w Stavanger, zm. 27 października 1998 tamże) – norweski piłkarz grający na pozycji napastnika. W swojej karierze rozegrał 51 meczów w reprezentacji Norwegii i strzelił w nich 17 goli.

## Kariera klubowa
Całą swoją piłkarską karierę Kvammen spędził w klubie Viking FK ze Stavangeru. Grał w nim od 1931 do 1952 roku. Dwukrotnie (1933, 1947) wystąpił z nim w finale Pucharu Norwegii.

## Kariera reprezentacyjna
W reprezentacji Norwegii Kvammen zadebiutował 5 listopada 1933 roku w zremisowanym 2:2 towarzyskim meczu z Niemcami, rozegranym w Magdeburgu. W 1936 roku zdobył z Norwegią brązowy medal na igrzyskach olimpijskich w Berlinie. Z kolei w 1938 roku został powołany do kadry na mistrzostwa świata we Francji, na których wystąpił w meczu z Włochami (1:2). W kadrze narodowej od 1933 do 1949 roku rozegrał 51 spotkań i zdobył 17 bramek.